# Madeleine de Souvré de Sablé
Madeleine de Souvré, marchesa de Sablé (Courtenvaux, 1599 – Parigi, 16 gennaio 1678) è stata una scrittrice francese.
Figlia di Gilles de Souvré, marchese di Courtanvaux, barone di Lezines, maresciallo di Francia e precettore di Luigi XIII, sposò nel 1614 Philippe Emmanuel de Laval, marchese de Sablé che morì nel 1640 lasciandola in una situazione economica non troppo felice. Con l'amica, contessa de Saint Maur, si stabilì a  Place Royale, a Parigi, aprendo un salotto, dal quale uscì un genere letterario del quale le Maximes di La Rochefoucauld sono l'esempio più noto.
Nel 1655 si ritirò, sempre con la contessa de Saint-Maur, nel convento di Port-Royal-des-Champs, presso Marly e poi, alla sua chiusura nel 1661, a Auteuil. Nel 1669 si stabilì nel convento di Port Royal di Parigi fino alla morte.
Le sue Maximes, uscite postume, furono composte prima di quelle ben più note di La Rochefoucauld.

## Opere
- Maximes (1678), Paris 1870